# Gerhard Schlitt (Bibliothekar)
Gerhard Schlitt (* 18. September 1933 in Marburg) ist ein deutscher Architekt, Bibliothekar und ehemaliger Direktor der Universitätsbibliothek/Technischen Informationsbibliothek Hannover (UB/TIB).

## Leben
Gerhard Schlitt wurde geboren als Sohn von Karl Schlitt und Emmy Schlitt geborene Hansmann. Er verbrachte seine Jugend- und Schulzeit in seiner Heimatstadt Marburg, bevor er ab 1954 an der Technischen Hochschule Hannover Architektur studierte und dort 1961 seine Diplom-Hauptprüfung bei Ernst Zinsser ablegte. Ebenfalls in Hannover arbeitete Schlitt anschließend von 1961 bis 1965 als wissenschaftlicher Assistent am Lehrstuhl für Bau- und Kunstgeschichte, bevor er 1965 bei Georg Hoeltje und Ernst Zinsser mit einer Dissertation über „Die Betrachtung und Würdigung einzelner Bauwerke in deutschen Zeitungen und Zeitschriften, Untersuchungen zur Frage der Architekturkritik“ promoviert wurde.
In den Folgejahren arbeitete Schlitt bis 1967 zunächst als Bibliotheksreferendar an der UB/TIB, anschließend bis 1972 als Fachreferent für Bauwesen, Architektur, Raum- und Landesplanung sowie Umwelttechnik.
Ab 1972 und bis zu seinem Ruhestand im Jahr 1998 leitete Gerhard Schlitt die UB/TIB als Direktor. Nicht zuletzt in diesen Jahren veröffentlichte er zahlreiche Schriften zum Bibliothekswesen, schwerpunktmäßig zum Bibliotheksbau, zur Bibliotheksorganisation sowie zum Betrieb der UB/TIB. Zudem wirkte Schlitt in einer ganzen Reihe sowohl lokaler als auch regionaler und überregionaler Gremien des Bibliotheks- und Informationswesens mit.
Schlitt betrieb den Ausbau der Bibliothek zu einer von Bund und Ländern nach den Vereinbarungen über die Bund-Länder-Forschungsförderung gemeinsam finanzierten Serviceeinrichtung für die Wissenschaft.

## Schriften
- Die Betrachtung und Würdigung einzelner Bauwerke in deutschen Zeitungen und Zeitschriften. (Dissertation) 1965.
- (mit Jobst Tehnzen): Universitätsbibliothek und Technische Informationsbibliothek Hannover. 5 Jahre im neuen Gebäude. 1969.
- (mit Antje Schroeder): Modellhafte Beschleunigung der überregionalen Literaturversorgung durch geeignete moderne Technologien. 1992.
- (mit Rolf Fuhlrott): Entwicklung und Arbeit der Kommission für Baufragen des Deutschen Bibliotheksverbandes. 1979.
- Urheberrecht, Gebühren und Lizenzen. In: Gottfried Honnefelder (Hrsg.): Die unendliche Bibliothek. Digitale Information in Wissenschaft, Verlag und Bibliothek. 1997. (online auf www.imn.htwk-leipzig.de, zuletzt abgerufen am 18. Januar 2017)
- Stadt- und Universitätsbibliothek Frankfurt am Main und Senckenbergische Bibliothek. In: Gerhard Liebers (Hrsg.): Bibliotheksneubauten in der Bundesrepublik Deutschland (1949–1968). (= Zeitschrift für Bibliothekswesen und Bibliographie, Sonderheft 9.) Klostermann, Frankfurt am Main 1968, S. 117–126.
- Perspektiven der Zeitschriftendatenbank (ZDB) in Berlin. In: Zeitschrift für Bibliothekswesen und Bibliographie, 33. Jahrgang 1986, S. 71–90.
- Integration und Konzentration. Vorteile einer einheitlichen Struktur. In: Zeitschrift für Bibliothekswesen und Bibliographie, 40. Jahrgang 1993, Heft 6, S. 564–570.
- Die Bibliotheken. In: Sid Auffarth, Wolfgang Pietsch (Hrsg.): Die Universität Hannover. Ihre Bauten, ihre Gärten, ihre Planungsgeschichte. Michael Imhof Verlag, Petersberg 2003, ISBN 3-935590-90-3, S. 136–141.